# Západní Bělorusko

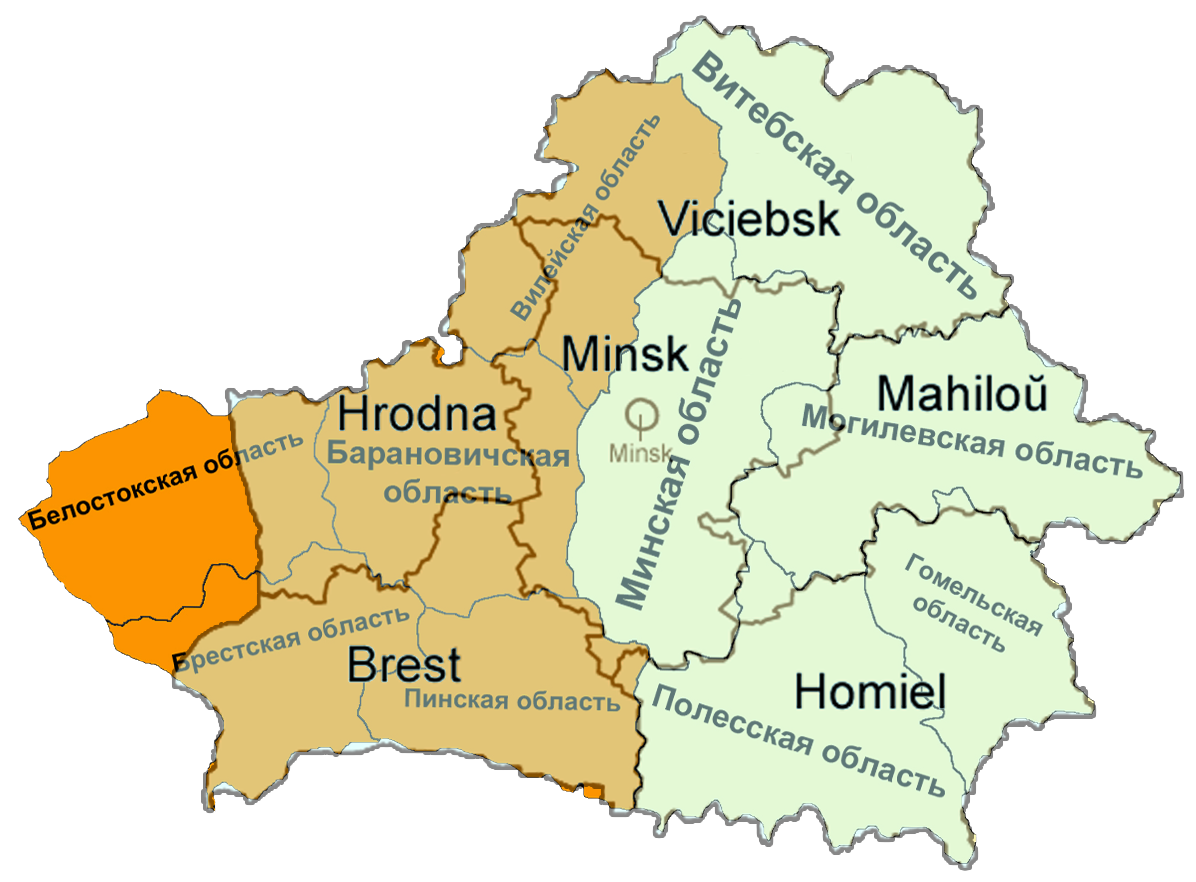
Správní rozdělení Běloruské SSR (zelená) před druhou světovou válkou s územími připojenými k SSSR na úkor Polska v roce 1939 (odstíny oranžové) s hranicemi dnešního Běloruska

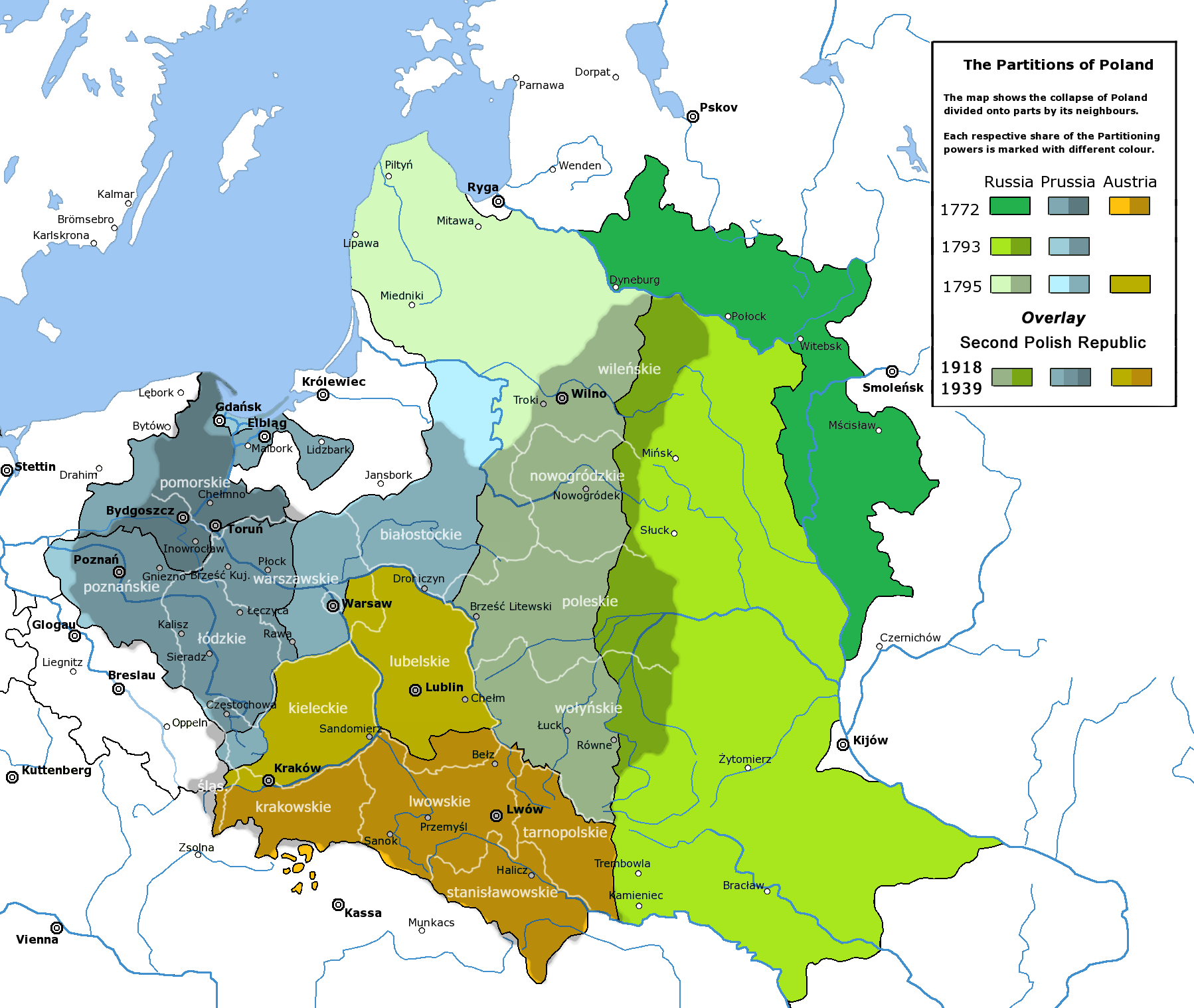
Přehled Polsko-litevské unie před dělením Polska v letech 1772, 1793 a 1795 s obrysem druhé republiky (1918–1939). Většina území připojených Ruskou říší během dělení (v odstínech zelené) zůstala po první světové válce součástí Sovětského svazu

Západní Bělorusko (bělorusky Заходняя Беларусь: Zachodniaja Biełaruś; polsky Zachodnia Białoruś; rusky Западная Белоруссия: Zapadnaja Belorussija;) je název území, které bylo do roku 1917 součástí Ruské říše. V letech 1918 až 1920 na základě Rižské smlouvy změnila majitele a po polsko-sovětské válce byla postoupena Polsku. Po vypuknutí 2. světové války se země stala součástí běloruské SSR a v roce 1944 některé ze svých území předala Polsku, například Podleské vojvodství (předtím Bjelastocká oblast).
Název byl použit jako protiváha k východnímu Bělorusku – tj. Běloruské sovětské socialistické republice v rámci svých hranic před 2. listopadem 1939. Bývalé území západního Běloruska dnes zhruba odpovídá současné Brestské, Hrodenské a části Minské a Vitebské oblasti Běloruska. Počet obyvatel byl v roce 1930 asi 4 miliony.

## Název
Termín „západní Bělorusko“ byl poprvé použit v 20. letech dvacátého století. Podle polského výzkumníka Aleksandra Bergmana byl vytvořen v roce 1923 v komunistickém prostředí spolu se založením Komunistické strany západního Běloruska. Původcem jména měl být Karl Radek, bolševický politik. Opačného názoru byl prof. Iwan Koukiel, běloruský historik z Hrodna, podle něhož bylo jméno vytvořeno již dříve, na podzim roku 1920, a nemělo žádnou souvislost s komunistickým hnutím.
Sovětské úřady i během druhé světové války opustili užívání názvu „západní Bělorusko“ a nahradili jej termínem západní obvody Běloruské SSR, což mělo zdůraznit jednotu republiky. Kromě toho byl termín použit i v dokumentech Komunistické strany Sovětského svazu (KSSS).
V lidovém Polsku se během let 1945 až 1989 na úřadech i tehdejšími historiky ve svých dílech běžně používalo termínu západní Bělorusko především z politických důvodů, aby se bylo možné vyhnout dalšímu termínu, Kresy Wschodnie. Skutečnost byla svázána s nemožností přijmout politickou kritiku ze strany Sovětského svazu. Situace se změnila až v době přeměny politického systému na počátku 90. let v Polsku a Bělorusku. V únoru 1993 polský historik z města Białystok, Jan Jerzy Milewski, během Všeběloruské konference historiků, použil termín pro území na severovýchodně druhé republiky. Zastáncem názvu je také historik prof. Tomasz Strzembosz. Argumentuje tím, že bychom neměli používat termín Východní pohraničí (polsky Kresy Wschodnie), protože podle jeho názoru, zde nebylo žádné „pohraničí“ neboli kresy, ale centrum a srdce polského státu.
Polský historik Krzysztof Jasiewicz se domnívá, že název západní Bělorusko a západní Ukrajina byl představen jako identifikace oblastí činnosti Komunistické strany západního Běloruska a Komunistické strany západní Ukrajiny, což byly autonomní organizace působící v rámci polské komunistické strany. Navrhuje, že by se používané termíny měli psát do uvozovek nebo by se měla dodávat předponu „tzv.“, aby se zdůraznil jejich politický původ.

## Území

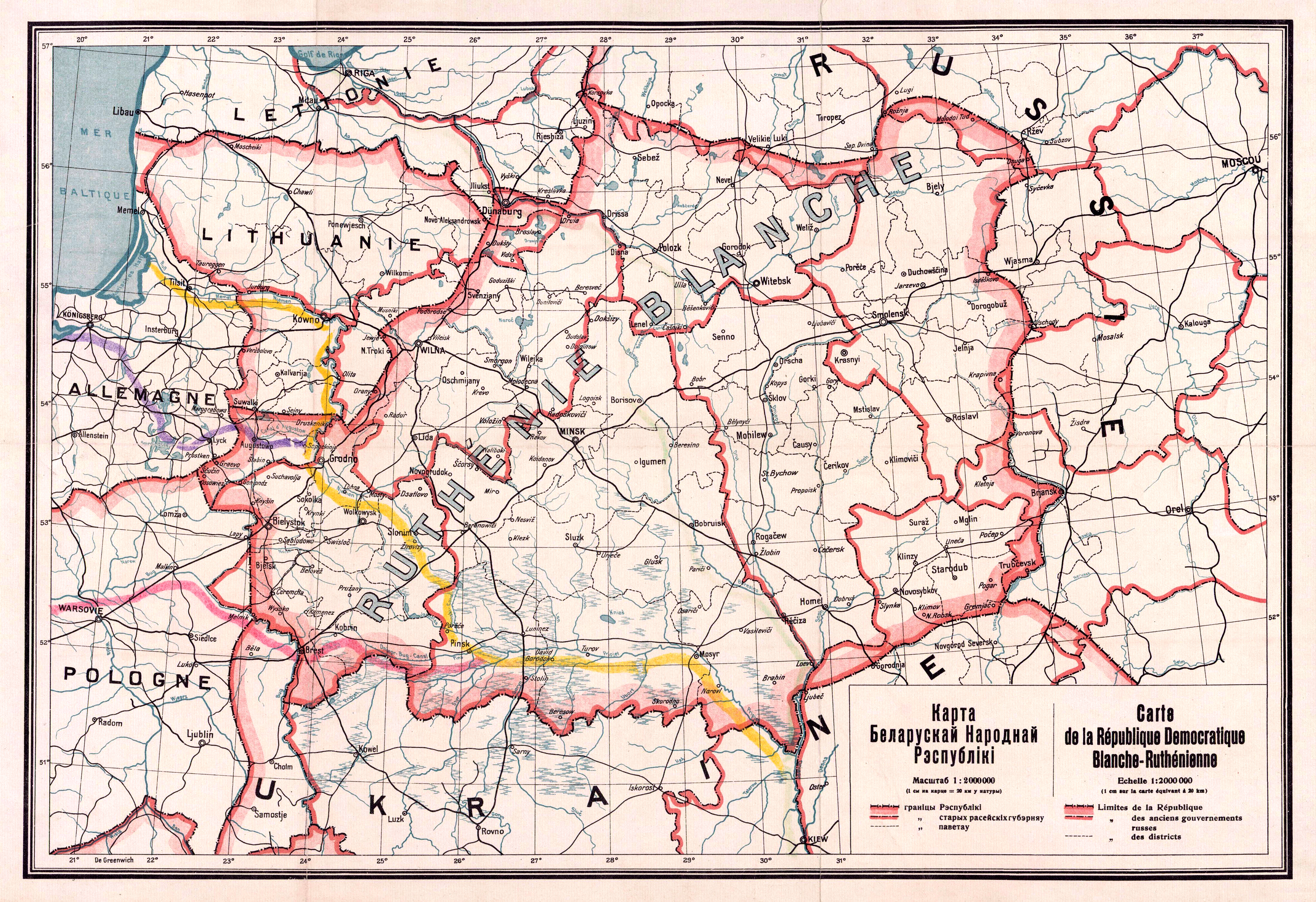
Hypotetické hranice Běloruska postulované v roce 1919 exilovu vládou Běloruské lidové republiky, vč. Bialystoku a Vilniusu

Podle prof. Iwana Koukiela název západní Bělorusko znamenalo v roce 1920 běloruské území, které dříve patřilo do Hrodenské a Vilnské gubernie Ruského impéria. První vydání Velké sovětské encyklopedie z roku 1929 začlenilo do západního Běloruska území bývalé Hrodenské a Minské gubernie spolu s částí Vilnské gubernie a hlavní město dnešní Litvy — Vilnius. V únoru 1949 Politbyra Komunistické strany Sovětského svazu rozhodlo, že encyklopedie má závažné nedostatky a obsahuje teoretické a politické chyby. Strana dala pokyn k vytvoření druhého vydání, ve kterém Vilnius a Vilenská gubernie již nejsou počítány mezi západní Bělorusko. Hlavním důvodem ke změně bylo odcizení Litevců, protože jejich země spolu s Vilnem se nacházela po druhé světové válce v hranicích Sovětského svazu.
Alaksandr Adamkowicz z Běloruské kulturní společnosti v Litvě stanovil západní Bělorusko jako běloruské území, které bylo připojeno k Polsku 18. březnu 1921 a určil jeho rozlohu na 100 000 km². Území zahrnovalo brestskolitevský, białostocký, kobrynský, pružanský, wolkowyský a slonimský povět dávné Hrodenské gubernie bývalého Ruského impéria, dziśnieńský a wilejský povět bývalé Vilnské gubernie spolu s minským a słuckým povětem.
John Milewski pod termínem severovýchodní území Druhé republiky (ekvivalent termínu západní Bělorusko) specifikoval území tří vojvodství — novogrodské, poleské a vilnské spolu s hrodenským a wolkowyským povětem v Białostockém vojvodství. Podle polského historika Marka Wierzbického je pod termínem severovýchodní země nejčastěji chápána stejná oblast, kterou popsal Jan Milewski, ale bez těchto dvou povětu Poleského vojvoství: koszyrského a sarneńského (druhý povět byl součástí Poleského vojvodství pouze do roku 1930). Ve stejné době Wierzbicki zdůrazňuje, že Bělorusové také žili v sokólském, bielském a białostockém povětu Białostockého vojvodství.
Vzhledem k sovětské invazi do Polska, která se uskutečnila od 17. září 1939 do 2. listopadu 1939, západní Bělorusko existovalo jako umělý, formálně samostatný státní subjekt de facto pod kontrolou Sovětského svazu. Zpočátku území zahrnovalo celou severní část Druhé republiky obsazenou Sověty díky paktu Ribbentrop–Molotov včetně měst Białostock a Łomżą ve východním Mazovsku. Dne 10. října 1939 sovětské úřady zmenšily oblast v důsledku převodu území na První litevskou republiku, konkrétně o regiony Vilnius a Varėna a úzký pruh země táhnoucí se k městu Švenčionys. Dne 2. listopadu 1939 se západní Bělorusko oficiálně stalo součástí běloruské SSR. Dne 6. listopadu 1940 byla opět zmenšena kvůli převodu území na litevskou SSR, když bylo odtrženo území u Druskininkai a území východně od Švenčionys.
V roce 1945 byla v důsledku Jaltské konference vrácena Polsku Białostocczyzna. Od té doby je termínem západní Bělorusko obvykle odkazováno na bývalé území Druhé republiky, které se po druhé světové válce nalézalo na území běloruské SSR a následně bylo součástí nezávislého Běloruska.

### Hlavní město
Za neformální hlavní město západního Běloruska byl uvažován Vilnius, ( hlavní město Litvy) ale v úvahu připadal i Białystok. ( město V Polsku) V prvním vydání Velké sovětské encyklopedie z roku 1929 byl u hesla západní Bělorusko napsán Vilniusu jako obchodní, průmyslové a kulturním centrem země a Białystok jako město výrobního průmyslu. Druhé vydání encyklopedie už říká, že Vilnius neleží v západním Bělorusku. Formálně bylo toto město součástí loutkového státu západní Běloruska od 19. září 1939 (kdy byla obsazena Rudou armádou) do 10. října 1939, kdy bylo předáno Litvě.
Sovětské úřady pro dočasné hlavní město západního Běloruska vybraly Białystok, kde se mezi 28. a 30. říjnem 1939 konalo Lidové shromáždění západního Běloruska, kde bylo přijato rozhodnutí o sjednocení běloruské SSR. V současné době je ještě mnoho historiků, kteří považují za historické hlavní město západního Běloruska Vilnius.

## Etnické složení
Západní Bělorusko, nebo také severovýchodní území Druhé republiky, bylo charakterizováno odlišným etnickým složením. Na území žili hlavně Poláci, Bělorusové a Židé a v nevelkém množství také Litevci, Němci nebo Rusové. Zvlášť velká byla běloruská menšina, která měla v některých oblastech nejvíce místních. Poláci dominovali v severozápadním regionu, Bělorusové zase na východě a jihu.
Podle téze Alfonse Krysińského a Wiktora Ormického se území obývané Bělorusy dá rozdělit do tří oblastí:

— ucelené území s obyvateli běloruské národnosti: pověty nowogródský, baranowický, słonimský, nieświeský, kosowský, łuniniecký, stolińský bez gminy Derewna a spolu s pověty wołkowyské gminy: Zelwa, Zelzin, Sławatycze, Łysków, Podorosk a Międzyrzecz

— ucelené území s obyvateli bělorusko-polské národnosti: brasławský, dziśnieńský, wilejský a oszmiańský povět v Wileńském vojvodství spolu s wołkowyským (bez gmin v rámci uceleného území Běloruska), bielským, grodzieńským, sokólským povětem v Białostockým vojvodstvímokresech, v těchto oblastech žila jen běloruská pravoslavná populace ve venkovských oblastech

— smíšené území s obyvateli bělorusko-ukrajinské národnosti: jižní část Poleského vojvodství, což je hraniční pásmo mezi uceleným územím běloruským a ukrajinským
Část místního obyvatelstva neměla národní uvědomění a definovali sami sebe jako místní bez podání národnosti. Někteří obyvatelé Polesí patřili také k odlišné etnické skupině, Poliščukům. Židovská populace se tvořila ve velkých a středně velkých městech. Sčítání lidu, které proběhlo v Polsku v roce 1921, ukázalo v této části země následující strukturu obyvatelstva:

— Vojvodství białostocké: 1 305 284 obyvatel, 1 004 370 Poláků (76.9%), 119 392 Bělorusů (9.1%), 162 912 Židů (12.5%), 7 019 Rusů (0.5%), 6 872 Litevců (0.5%), 4 117 Němců (0.3%) a ostatních (0.2%)

— Vojvodství nowogródzké: 822 106 obyvatel, 443 701 Poláků (54%), 310 152 Bělorusů (37.7%), 56 174 Židů (6.8%), 9 801 Litevců (1.2%) a ostatních (0.3%)

— Vojvodství poleské: 80 898 obyvatel, 375 220 Bělorusů (42.6%), 214 052 Poláků (24.3%), 156 142 starobělorusů (17.7%), 91 251 Židů (10.4%), 38 565 místních, Poliščuků a Rusínů (4.4%), 4 303 Rusů (0.5%) a ostatních (0.1%)

— Ziemia Wileńska: pouze 4 pověty, a to brasławský, duniłowický, dziśnieńský i wilejský bez centrální Litvy: 476 164 obyvatel, 225 326 Bělorusů (47.3%), 222 065 Poláků (46.6%), 18 496 Židů (3.9%), 6 598 Litevců (1.4%), 3 132 Rusů (0.7%) a ostatních (0.1%)
Sčítání lidu vzbudilo pochybnosti u předválečných i poválečných historiků. Statistiky zapříčinily etnické kontroverze, ze kterých vyšlo obvinění z podhodnoceného počtu menšin ve východních územích. Podle výsledků běloruského sčítání obyvatel bylo 1 035 milionů lidí běloruské národnosti, zatímco podle Janusze Żarnowského měla Druhá republiky ve skutečnosti až 1,7 milionu Bělorusů. Ještě vyšší číslo udává prof. Jerzy Tomaszewski, podle něhož žilo pouze ve čtyřech severovýchodních vojvodstvích Druhé republiky nejméně 1 950 000 Bělorusů, v poleském 654 000, v nowogródzkém 616 000, v ziemie Wileńské 404 000 a v białostockém 269 000 obyvatel běloruské národnosti.
Marek Wierzbicki na základě sčítání lidu z 1931 definoval následující etnické složení na severovýchodním území Druhé republiky: 1 787 800 Bělorusů (47.6%), 1 351 000 Poláků (36.0%), 352 700 Židů (9.4%), 90 100 Rusů (2.4%), 76 000 Litevců (2.0%), 49 500 Ukrajinců (1.2%) a jiné národnosti 52 400 (1.4%). Je třeba zdůraznit, že lidé mluvící polštinou byli považováni za Poláky, protože deklarovali polštinu jako svůj mateřský jazyk a zároveň byli katolíci. Lidé jiných náboženství nebyli zahrnuti mezi Poláky.
Zcela odlišné informace o etnickém složení západního Běloruska dává Aleksandr Adamkowicz z Běloruské kulturní společnosti v Litvě. Podle jeho názoru tuto oblast v roce 1908 obývali z 80 až 82 procent Bělorusové, zatímco Poláci byli jen malou menšinou nepřesahující 5%. Aleksandr Adamkowicz však nedává zdroj dat, což výrazně snižuje jejich důvěryhodnost.
Druhá světová válka a poválečné období přinesly v západním Bělorusku velké národnostní změny. Během sovětské (1939-1941) a německé (1941-1944) okupace se urychlil proces vytvoření národního uvědomění u místních obyvatel. Kvůli politice okupačních úřadů a konfrontaci s různými národními hnutími vydírán se obyvatelé rozhodli se pro jeden z národů. Během německé okupace byla v důsledku masového vyhlazování téměř úplně zničena židovská populace, zatímco v prvních poválečných letech, sovětské úřady nutily Poláky k opuštění svých domovů a stěhování k novým hranicím s polskou většinou.
V současnosti je západní Bělorusko obýváno většinou Bělorusů. Přibližně 25 procent polské menšiny žije v Hrodenské oblasti.

## Historie

### Bělorusko v době polsko-sovětské války

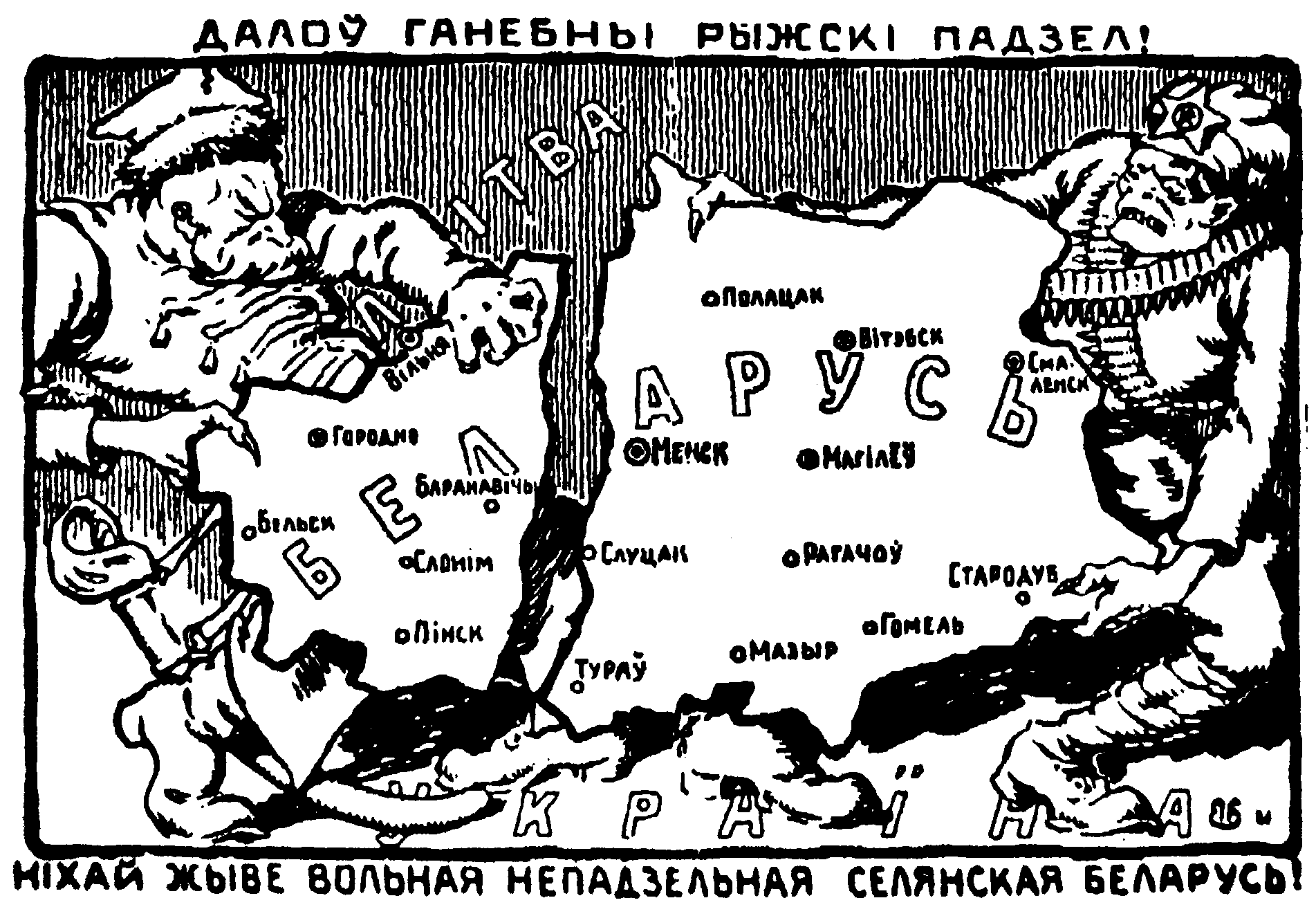
Karikatura dělení Běloruska mezi Polsko a Rusko s nápisem: Pryč s hanebným rižským dělením! Ať žije svobodné, nedělitelné, rolnické Bělorusko!

Během polsko-sovětské války se na vyšších postech v Polsku diskutovalo o osudu zemí Litvy a Běloruska. Ve hře byly dvě koncepce: federalistická a anexetistická. Podle Józefa Piłsudského mělo být centrum Poláků v těchto zemích ve Vilně, zatímco Minsk měl sloužit jako kulturní centrum Bělorusů. Hlava státu volala po ústupku v otázce běloruské kultury, ale nepřijala žádné opatření k iniciativě vzniku běloruské státnosti. Již během války nižší vrstvy běloruské společnosti odráželo znovuzrození polské politiky vůči těmto zemím. Při prvním plánu byly předloženy protiklady náboženské, národní i kulturní.
Na počátku roku 1920 se jednalo o osudu zemí litevské, běloruské a ukrajinské. Poláci požadovali navrácení území před dělením Polska. V březnu 1920 proběhlo polsko-běloruské jednání v Minsku, kde Bělorusové požadovali nezávislost. V noci z 21. na 22. května 1920 se Józef Piłsudski dohodl se Symonem Petljurou, což znamenalo obnovení nepřátelského stavu s Ruskem. Útok sovětských vojsk na polské síly vedl k odnětí polské linie Západní Bug—Narew. Na okupovaném území Běloruska byla 1. srpna 1920 vyhlášena Běloruská sovětská socialistická republika.
Od srpna roku 1920 do března 1921 se postupně ve městech Baranavičy, Minsk a Riga konaly rozhovory s účastí polské delegace. Tři dny po vzpouře Lucjana Żeligowského z 12. října 1921 se Polsko na jedné straně, RSFSR a Ukrajinská SSR na straně druhé, podepsaly příměří. Území západní Bělorusko se stalo součástí Druhé republiky a střední a východní Bělorusko připadlo Sovětskému svazu.

### Součást Druhé republiky, 1919—1939

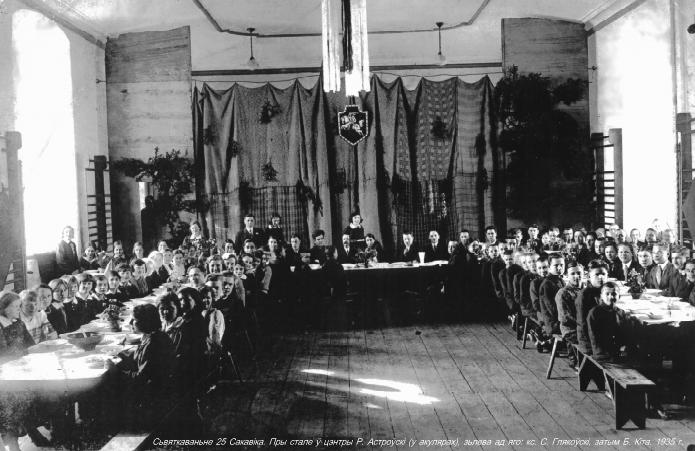
Oslavy výročí vyhlášení Běloruské lidové republiky v běloruském gymnáziu ve Vilniusu, 1935

Podle Eugeniusza Mironowicza na severovýchodní území Druhé republiky panovaly společenské vztahy podobné koloniálnímu období. Většina země a zdrojů patřila omezenému počtu lidí, kteří patřili ke třídě vlastníků půdy, což obvykle byli Poláci, zatímco rolníci byly obvykle Bělorusové žijící v chudobě. Více než 90% Bělorusů se zabývalo zemědělstvím a zároveň jich 77,6% bylo negramotných, což vedlo k sociální diskriminaci.
Prakticky neexistovala běloruská maloburžoazie a buržoazie, inteligence byla velmi řídká a měla zanedbatelný vliv na vědomí Bělorusů a ovlivňování širších mas. Spolu s posílením polských státních struktur na východních územích následovala likvidace běloruského školství, demolice a přijímání pravoslavných kostelů a represe proti lidem podezřelým z podpory komunistického hnutí.
V důsledku vítězství koncepce státní politiky národní demokratické začaly polské orgány vést polonizaci místního obyvatelstva. Nicméně, vzhledem k nestabilitě ústředních orgánů a parlamentní vládě (1921-1926), nebyla provedena systematická politika pro Krasy a většina z rozhodnutí přijatých místní správou byla ovládána Poláky, kteří byli často odesíláni z centrální části země bez znalosti místních podmínek, a realizovali hlavně očekávání místní polské šlechty.
V souladu se zákonem ze dne 20. prosince 1920 přišla na území západního Běloruska skupina několika tisíc polských kolonistů (většinou bývalých vojáků a důstojníků), kteří zaujali pozice v orgánech nižší úrovně. Jejich přítomnost měla posílit vazby těchto zemí na Polsko, ale ve skutečnosti vedla k prohloubení napětí na základě státní příslušnosti. Pod vlivem kritiky politických stran a tisku Sejm zastavil osadnické vojenské akce 24. března 1924, ale později bylo v této činnosti pokračováno.
Bělorusové ze západního Běloruska přijali nejednoznačnou polskou moc v Kresach. Bělorusky politický výbor s Bronisławem Taraszkiewiczem se spojil s orgány v přesvědčení, že běloruské zájmy mohou propagovány pomocí demokratických mechanismů Polského státu. Opačného názoru byli emigranti běloruské vlády a levicových kruhů Běloruská lidová republiky, kteří uznali smlouvu z Rigy o rozdělení Běloruské lidové republiky.
Od podzimu roku 1921 se v západním Bělorusku začaly objevovat anti-polské partyzánské skupiny, kteří prováděli útoky na policejní stanice, vlaky nebo obchody. Do roku 1923 obdržely finanční a materiální podporu z Litvy a poté i ze Sovětského svazu. Největší počet anti-polských partyzánů na severovýchodním území byl v roce 1924. Mimo jiné také bojovali za ochranu hranic a vytvoření mimořádné moci. Zajatí partyzáni byli obvykle odsouzeni k smrti. Před soudem stanuly desítky lidí podezřelých z účasti na anti-polském hnutí, mezi kterými byli odsouzeni v květnu 1923 i dva členové polského parlamentu – Sergiusz Baran a Szymon Jakowiuk.
V roce 1923 Władysław Sikorski vládě zadal vypracování zprávy o situaci běloruské menšiny. V červenci 1924 Sejm schválil zákon o dvojjazyčných školách. Nicméně jich bylo zřízeno jen velmi málo – po roce fungovaly jen 3 školy, kde byla běloruština vyučovacím jazykem se 425 studenty a 19 dvojjazyčných se 1683 studenty. Potřeby byly ale mnohem větší, protože běloruských dětí navštěvujících veřejné školy bylo asi 125 000.
V roce 1925 někteří běloruští poslanci v Sejmu vytvořili levicovou politickou stranu, Běloruskou rolnickou a dělnickou hromadu, která požadovala právo na sebeurčení pro Bělorusy ve smyslu bolševiků, což znamenalo připojení k Běloruské sovětské socialistické republice, a zároveň se zabývala kulturními a vzdělávacími aktivitami na severozápadní země. Organizace se stala zvláště populární po převratu v květnu 1926. V noci z 14. na 15. ledna 1927 byli vůdci strany a poslanci Sejmu v rozporu se zákonem a imunity zatčeni. Rozhodnutí o jejich uvěznění však brzy přijala většinou parlamentní a stranické BW-RH za neoprávněnou.
Severovýchodní území Druhé republiky byly vytvořeny v roce 1923 z podnětu sovětských úřadů a Komunistické strany západního Běloruska. Strana byla součástí polské komunistické strany a byla nezákonný, zcela závislá na Komunistické internacionále a financována SSSR, které popřely existenci polského státu. Západní Bělorusko vedlo k rozšíření komunistické, pro-sovětské a anti-polské propagandy, která se stala obzvláště populární mezi běloruskými rolníky. Snažila se infiltrovat jiné běloruské organizace, které byly masivně likvidovány polskými orgány. Výsledkem byla v roce 1937 situace, kdy se běloruský národní život v Druhé republice prakticky zastavil. V roce 1938 byla Komunistické strany západního Běloruska spolu Kominternou zrušena a její členové se sídlem v Sovětském svazu byli obviněni ze spolupráce s polskou inteligencí.
Bezprostředně po převratu v květnu 1926 nastoupila pevná liberalizace vůči běloruskému vzdělávání. Nové nápravné orgány přijaly politiku tzv. Státní asimilace a poskytovali menšinám svobodu rozvoje školství a kultury za věrnost Polskému státu v politických otázkách. V rámci této politiky byly otevřeny školy nově s běloruským jazykem a výuka v běloruštině probíhala i na v některých univerzitách. V 30. letech se ale opustilo od této politiky a hlavním cílem byla polonizace národnostní menšiny, která byla zvláště snadná pro Bělorusy, kteří neměli úplně vytvořené národní vědomí.
Důvodem pro změnu politiky byl také postupný vývoj a obnova státní nacionalistické ideologie. Až do vypuknutí druhé světové války polské orgány prováděly systematickou politiku asimilace a polonizace běloruské populace v západní Bělorusku. Uzavřené byly školy vyučující v běloruském jazyce, pokračovalo se v procesu osídlení polské armády; běloruští katoličtí kněží byli posláni do centrálního Polska a na jejich místo byli vysláni Poláci, pravoslavná církev usilovala o polonizaci, včetně zavedení polského jazyka do liturgie a kázání nebo nutila věřící zpívat v chrámech polské vlastenecké písně.

### Období „prvních sovětů“, 1939—1941

Animovaná mapa sovětské invaze do východního Polska

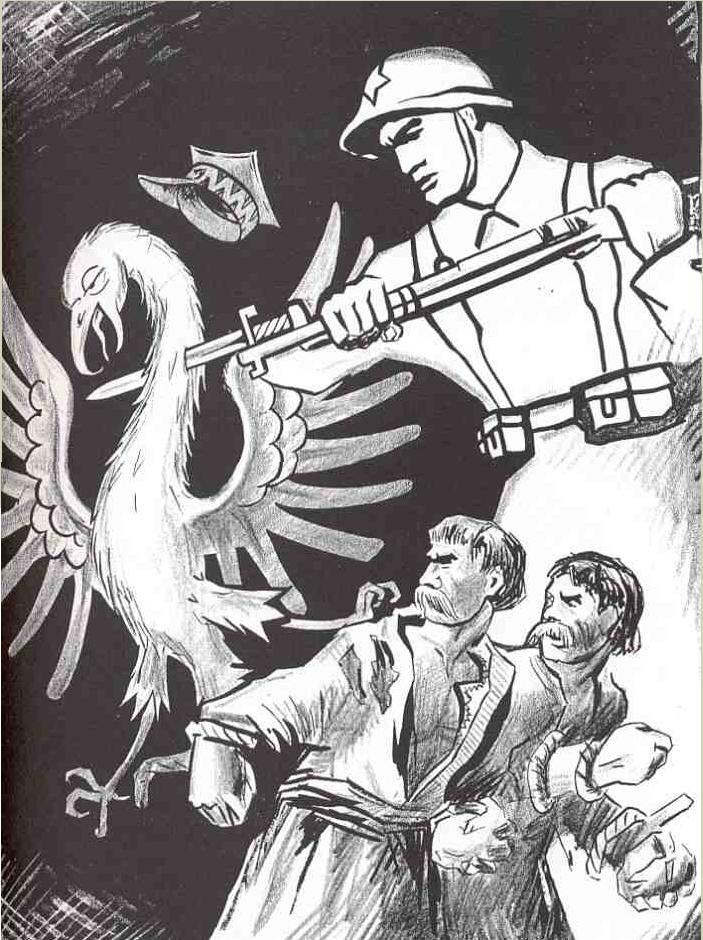
Sovětský propagandistický plakát z roku 1939

V důsledku paktu Ribbentrop–Molotov a sovětského útoku do Polska dne 17. září 1939 se severovýchodní území Druhé republiky spolu s územím Białostocczyzną, Ziemią Łomżyńską i (na krátko) Wileńszczyzną ocitli v západním Bělorusku pod okupační správou Sovětského svazu. Reakce na tuto událost ze strany obyvatel byly různorodá. Bělorusové a Židé, především ti chudší, často vítali okupační Sovětská vojska s nadšením a radostí jako osvoboditele. Úpadek polské úřady podpořila i běloruská inteligence a elita národa, která situaci vnímala jako příležitost sjednotit, podle jejich názoru, běloruskou zemi.
Na mnoha místech se nicméně konaly uvítací ceremonie, které nebyly spontánní, ale plánované a řízené místními komunisty a sovětskými anti-polskými sabotéry. Obyvatelé polské národnosti, stejně jako bohatší Bělorusové a Židé ve většině případů přijaly sovětská vojska pasivně nebo s nepřátelstvím.
V počátku, po ztrátě kontroly ze strany polské správy a před stabilizační sovětskou správu, se v celé této oblasti děli četné akty násilí, rabování a lynčování namířené proti vlastníkům půdy, osadníkům, lesníkům a bohatším rolníkům kvůli třídě a etnickému charakteru. Podle historika, Marka Wierzbického, se na tom značně podílela běloruská populace, a to i v oblastech, kde polské obyvatelstvo početně dominovalo. Aktů se účastnili i Židé a občas Poláci. Oběti byly většinou Poláci. Ke známému masakru polské populace došlo v obci Brzostowica Mała, kterou měli na svědomí běloruské a židovské národnosti. Krzysztof Jasiewicz, zabývající se problematikou ztráty polské nadvlády, odhaduje, že v září a říjnu 1939 z rukou Bělorusů zemřelo téměř třikrát více vlastníků půdy než pod rukou Ukrajinců.
Dne 22. října 1939 se konaly volby do vytvořeného Lidového shromáždění západního Běloruska. Volební kampaň a volby se konaly v atmosféře teroru a masové zatýkání. Mohlo se hlasovat pouze pro kandidáty určené v předstihu, členy komunistické strany nebo nezávislé, a výborům předsedali uniformovaní důstojníci NKVD. Podle padělaných výsledků byla volební účast 96.7% a kandidáti podporovaní Sověty získali 90% hlasů. Volby do Lidového shromáždění se konaly ve dnech 28. až 30. října 1939 v Białymstoku pod heslem smrt bílému orlu. Lidové shromáždění přišlo následně s žádostí k Nejvyššímu sovětu o začlenění západního Běloruska do Běloruské SSR. Dne 2. listopadu 1939 se požadavek k Nejvyššímu sovětu setkal s přijetím.
V období od roku 1940 do vypuknutí německo-sovětské války byly provedeny čtyři vlny hromadných politických deportací do Sovětského svazu, kterými byly ovlivněny všechny národnostní skupiny žijící v severovýchodní části druhé polské republiky, především Poláci. První z 10. února 1940 se týkalo především osadníků a lesníků. Druhé v noci z 12. na 13. dubna 1940 se týkala potlačených rodinných příslušníků, orgánů trestních a společenských nebezpečných prvků. Třetí z června až července 1940 se týkalo židovských uprchlíků, kteří přišli z částí Polska, obsazených Třetí říší. Čtvrtá bylo zahájeno dne 19. června 1941 a týkala se různých kategorií lidí, pokračovala navzdory vypuknutí německo-sovětské války o tři dny později.

### Německá okupace, 1941—1944

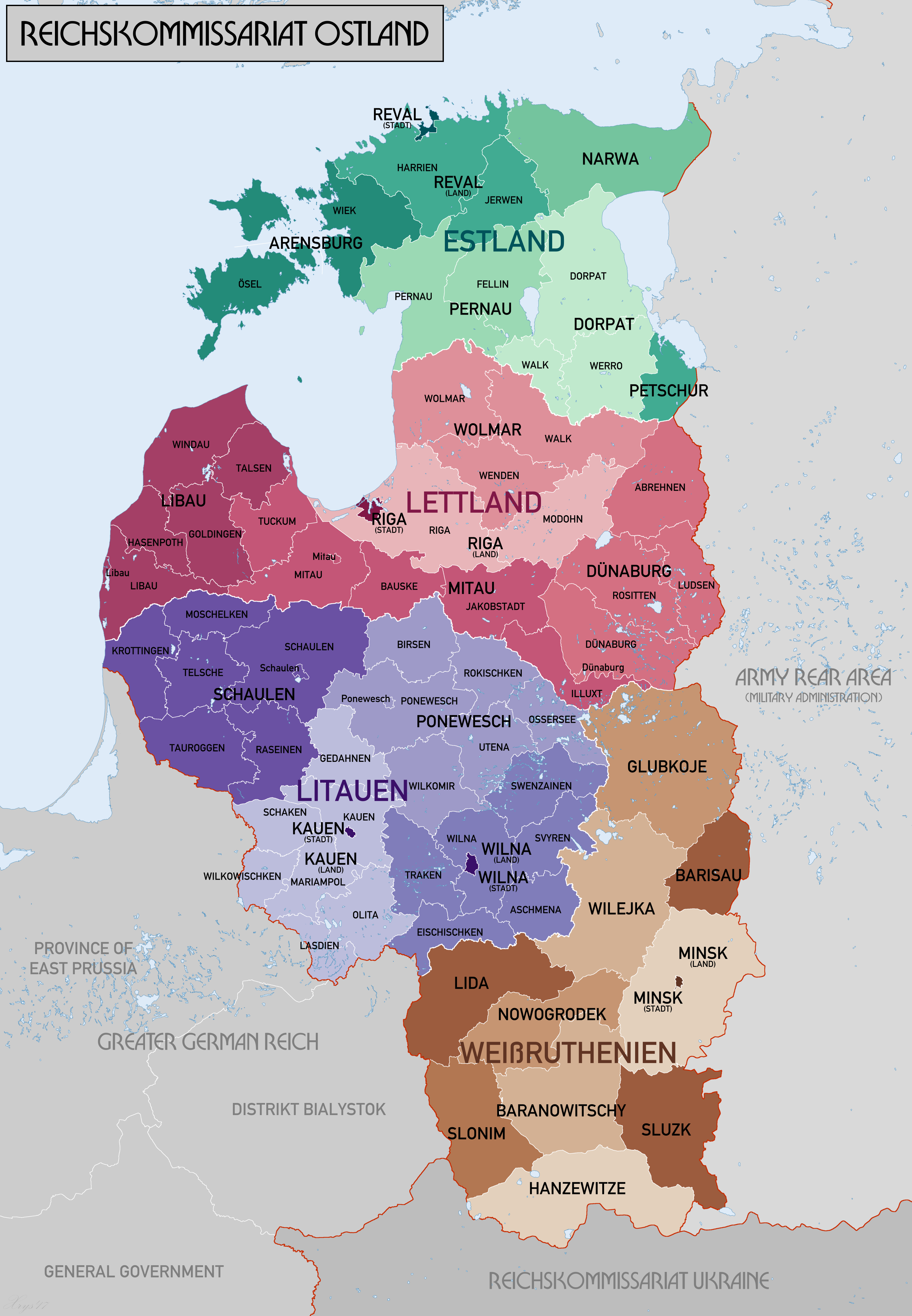
Říšský komisariát Ostland, západní Bělorusko je označeno hnědou barvou

Dne 22. června 1941 německá armáda provedla útok na Sovětský svaz a vtrhla na území západního Běloruska, které téměř úplně celé do konce července ovládla. Její území bylo rozděleno do čtyř různých správních jednotek říše. Jednalo se o Bezirk Bialystok, Říšský komisariát Ukrajina a „obecné oblasti“ Bělorusko a Litva, které byly zahrnuty do Říšského komisariátu Ostland. Povaha německé okupace v západním Bělorusku se významně lišila ve srovnání s východním Běloruskem, které bylo pod vojenskou správou armád „Střed“. Sovětští partyzáni byly v západním Bělorusku slabší než na východě a neměli žádnou významnou veřejnou podporu nebo velké oddíly. Výsledkem bylo zklidnění a odvetná opatření ze strany Němců byly omezené. Okupační politika byla mírnější, v jedné ze zpráv o stavu v západním Bělorusku ze sovětských zdrojů v roce 1944 je napsáno:
„Oblasti v pásu od hranice Sovětského svazu směrem na západ byly v roce 1939 dobře zachované (…). Německo provádí v těchto oblastech opatrnější okupační politiku. Neodvezli dobytek a muži jsou po celou dobu války doma. Daně ve formě zvířat shromažďovala policie (…) Absolutní a brutální chování Němců se týkalo pouze těch oblastí západního Běloruska, kde byly aktivní partyzánské jednotky.“
Na druhé straně v západním Bělorusku pokračoval polsko-sovětský konflikt, který v Nowogródek eskaloval ve válku mezi armádou a sovětskými partyzány. Dalším faktorem bylo ukrajinské a běloruské národní hnutí probíhající v podzemí, který působilo v generálním komisariátu Bělorusko. Německé orgány ochotně přiživovaly etnické konflikty na okupovaných územích. V důsledku toho se bělorusko-polské vztahy zhoršovaly, nicméně ne tak moc, jak tomu bylo například ve Volyni mezi Poláky a Ukrajinci.
Na severovýchodním území Druhé republiky, stejně jako v dalších okupovaných územích, Němci prováděly masivní a systematické vyhlazování židovského obyvatelstva. Již v prvních dnech okupace se na území západního Běloruska konaly útoky na Židy ze strany německé pohotovostní jednotky Einsatzgruppen. Není však jasné, zda se účastnila i místní nežidovská populace. Historik Andrzej Żbikowski se vztahem k židovským uprchlíkům tvrdí, že v celém východním pohraničí byly zabity rukama místních obyvatel tisíce Židům. Nicméně, podle běloruských historiků, byly vztahy mezi běloruskou a židovskou populací v západní Bělorusku napjaté a podíl Bělorusů na židovských pogromech je potvrzena i očitými svědky.
Výsledkem německé okupace severovýchodního území Druhé republiky bylo vyhlazení drtivé většinu místních Židů a ti, kteří přežili, opustili po skončení druhé světové války nové polské hranice v rámci nuceného vystěhování a ti, kteří chtěli zakrýt svůj původ, si změnili své jméno a převzali roli sovětského lidu.

### Území součástí SSSR, 1944—1991

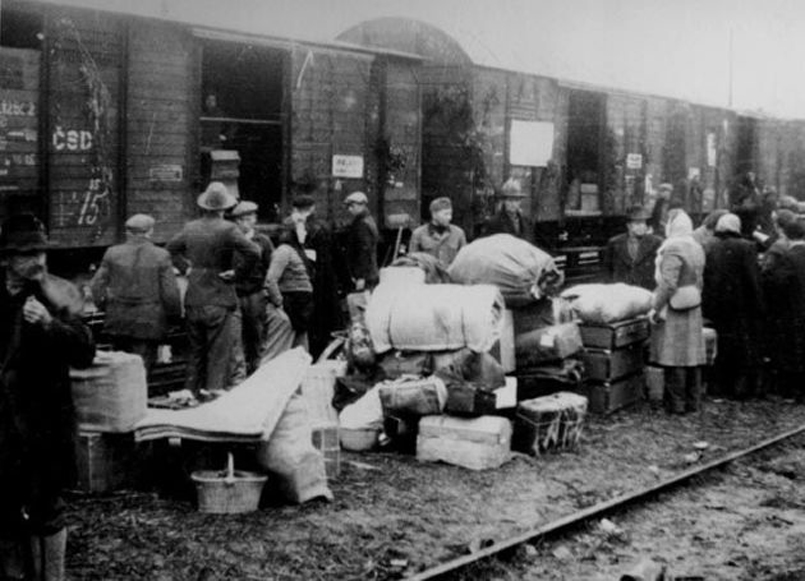
Polské rodiny deportované na Sibiř během sovětské okupakace kres

Dne 23. června 1944 Rudá armáda zahájila operaci Bagration, jednu z největších bitev Velké vlastenecké války. Již 1. července vstoupil 1. pobaltský front na území bývalé Druhé republiky a do 10 dnů obsadil 12 rajónu Vilejské oblasti. Během následujících měsíců byla celá oblast západní Běloruska znovu obsazena sovětskou armádou.
Na území fungovala na sovětská civilní správa, která se většinou skládala z lidí neněmeckého původu, především z komunistických členů partyzánského hnutí. Například, v celé Hrodenské oblasti se administrativní personál na oblastní a rajónní úrovni skládal z bývalých sovětských partyzánů. Podobná situace byla na rajónních odděleních policie, kde zejména v lokalitách obývaných Poláky, byly útvary složené téměř výhradně z neněmeckého obyvatelstva. Často se odehrávaly případy protiprávního a násilného vystěhovávání obyvatel (zejména Poláků) ze svých bytů a domů, kteří měli problém s novou sovětskou správou a byli deportováni do Kazachstánu a na Sibiř.

### Samostatné Bělorusko, od roku 1991
V současnosti je západní Bělorusko vyjma velké části Podleského vojvodství, které dnes patří Polsku, součástí samostatné republiky Bělorusko.